# Kathedrale von Curitiba

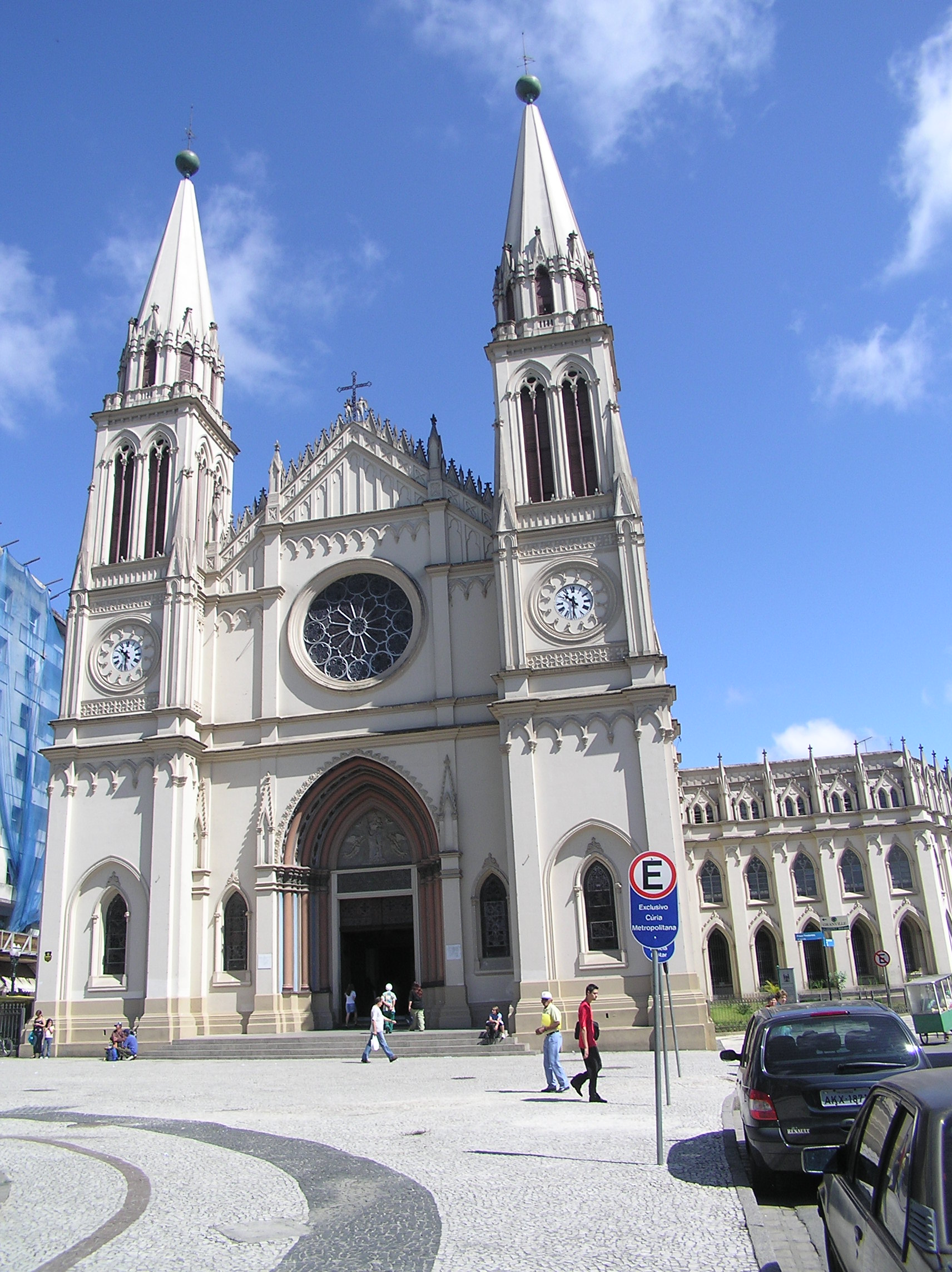
Fassade der Kathedrale

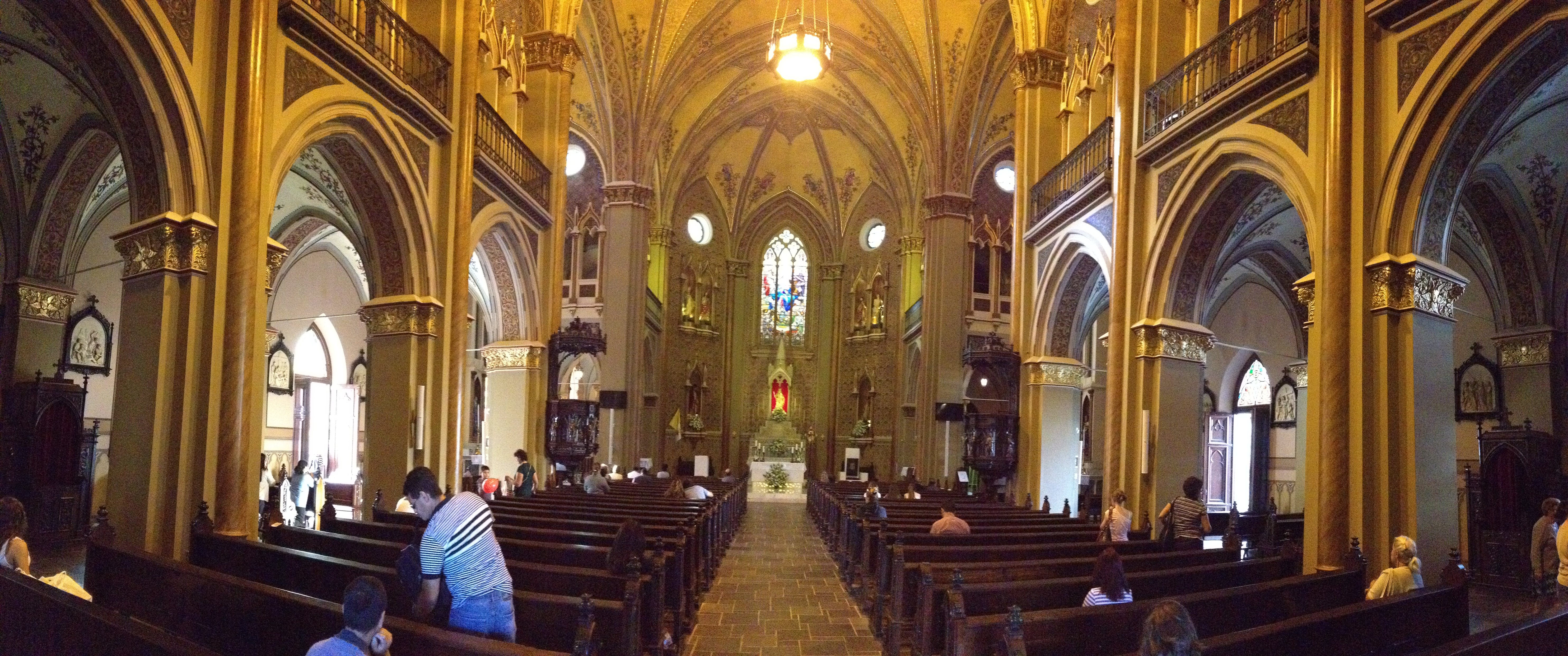
Innenraum der Kathedrale

Die Kathedrale von Curitiba oder die Kathedralbasilika Unserer Lieben Frau des Lichts der Kiefern (portugiesisch Catedral Basílica Nossa Senhora da Luz dos Pinhais) ist eine römisch-katholische Kirche in Curitiba, der Hauptstadt des südbrasilianischen Bundesstaates Paraná. Die Kathedrale des Erzbistums Curitiba mit dem Patrozinium Maria vom Licht trägt den Titel einer Basilica minor.

## Geschichte
Im heute historischen Zentrum von Curitiba wurde um 1654 eine Lehmkapelle unter dem Namen Unsere Frau vom Licht und Guter Jesus der Kiefern erbaut und vermutlich 1668 die Pfarrgemeinde gegründet. 1693 wurde das gleichnamige Dorf unter dem gleichen Namen gegründet. 1721 wurde eine größere, steinerne Kirche fertiggestellt, deren Seitenaltäre erhalten sind. 1857 wurden noch Türme angebaut, aber in den 1870ern erfolgte der Abriss. An ihrer Stelle wurde zwischen 1876 und 1893 die heutige Kirche errichtet und geweiht. Mit der Gründung des Bistums und Berufung des ersten Bischofs José de Camargo Barros wurde sie 1894 zur Kathedrale, geweiht als solche 1909. Papst Johannes Paul II. besuchte sie 1980 und verlieh ihr 1993 zur Hundertjahrfeier zusätzlich den Titel einer Basilica minor. 2012 erfolgte eine umfassende Restaurierung.

## Architektur
Die Kathedrale wurde in Anlehnung an die Kathedrale von Barcelona im neugotischen Stil als dreischiffige Basilika gebaut. Nach Entwürfen des französischen Architekten Alphonse Conde des Plas wurden diese durch den Ingenieur Giovani Lazzarini umgesetzt. Die Doppelturmfassade besitzt über der Eingangstür ein großes Rosettenfenster. In den 1930er Jahren wurden die Buntglasfenster installiert. 1947 erfolgte ein Anbau, weshalb das Gebäude nicht zum historischen Kulturerbe erklärt wurde.